# Kanapka z człowiekiem i trzy zapomniane piosenki
Kanapka z człowiekiem i trzy zapomniane piosenki – ostatni album Przemysława Gintrowskiego.
Album zawiera zarówno nowe piosenki, jak i nowe wersje aranżacyjne piosenek wydanych wcześniej na płytach solowych Gintrowskiego lub tria Jacek Kaczmarski, Przemysław Gintrowski, Zbigniew Łapiński oraz cover piosenki Leonarda Cohena.
Płyta funkcjonuje także pod skróconym tytułem „Kanapka z człowiekiem”.

## Lista utworów
1. „Astrolog”
2. „Pompeja II (Lupanar)”
3. „Pikieta powstańcza”
4. „Autoportret Witkacego”
5. „Birkenau”
6. „A my nie chcemy uciekać stąd”
7. „List [A.S.]”
8. „Zapałki”
9. „Ja”
10. „...Jaki miły i mądry facet”
11. „Kantyczka z lotu ptaka”
12. „Modlitwa o szarfę i trunek”
13. „Kołysanka dla Kleopatry”
14. „Kanapka z człowiekiem”
15. „Powrót”
16. „I'm Your Man”

## Twórcy
Muzycy:
- Przemysław Gintrowski – śpiew, kompozycja, aranżacja, elektronika (1–16)
- Jula Gintrowska – głos (8, 14)
- Polska Orkiestra Radiowa (1–15)
- Zenon Kitowski – klarnet (5)
- Barbara Skoczyńska – perkusja (1–15)
- Wojciech Rodek – dyrygent (1–15)
- Marcin Żmuda (Kwartet ProForma) – fortepian
- Krzysztof Ścierański – gitara basowa (3–9, 11–15)
- Piotr Szewczenko – gitary (1–16)
- Marcin Ścierański – perkusja (1–15)
- Paweł Pańta – kontrabas (1, 2, 5, 10, 16)
- Cezary Konrad – perkusja (16)
- Wojciech Majewski – fortepian (16)
- Marcin Kajter – saksofon (16)
- Leonard Cohen – kompozycja (16)

Teksty:
- Jacek Kaczmarski (1–6, 9, 11, 13–15)
- Adriana Szymańska (7)
- Bogdan Olewicz (8)
- Andrzej Bursa (10)
- Antoni Słonimski (12)
- Leonard Cohen (16)
- Maciej Zembaty – tłumaczenie (16)